# Йосіо Кодама

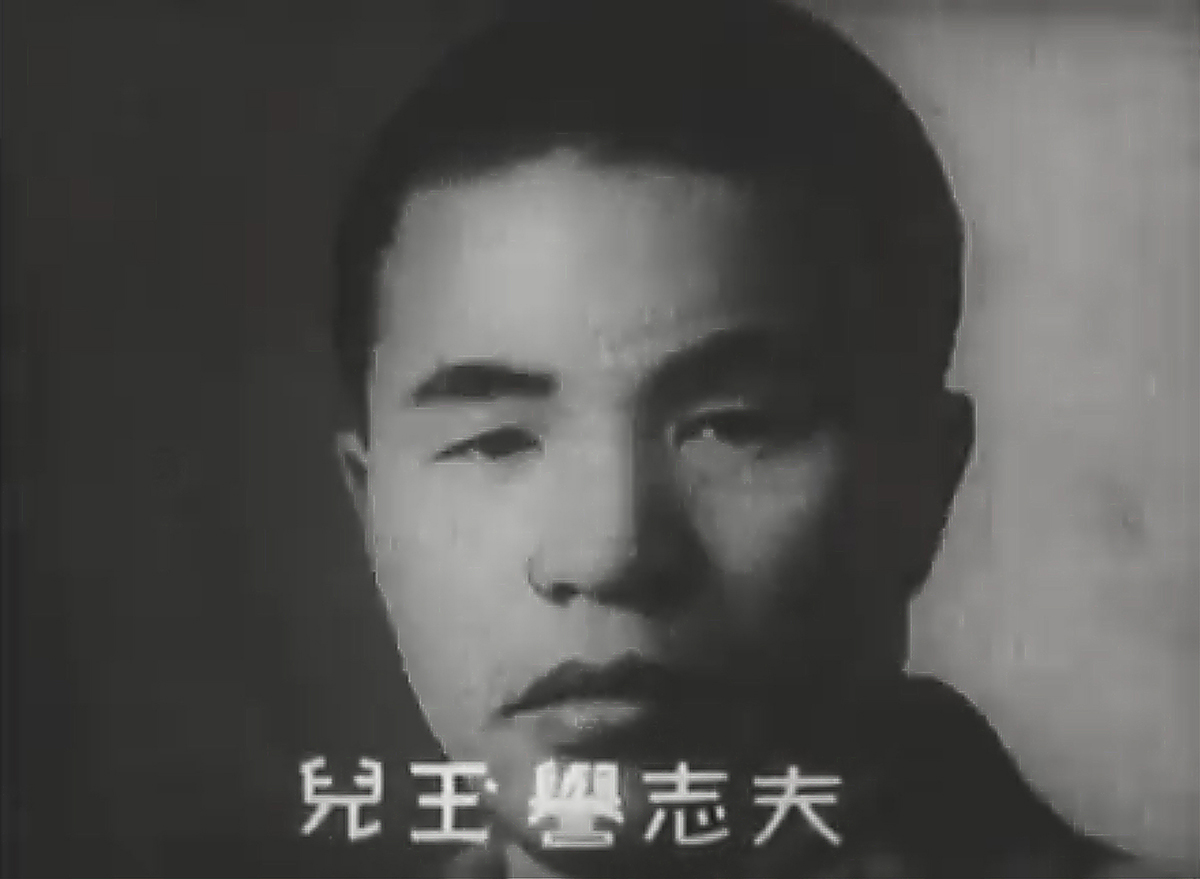
Молодий Йосіо Кодама в документальному фільмі «Японська трагедія» 1946 року:

Йосіо Кодама (яп. 児玉 誉士夫, 18 лютого 1911 — 17 січня 1984) був японським правим ультранаціоналістом, та видатною фігурою у піднесенні організованої злочинності в Японській імперії та післявоєнній Японії. Він вважається найвідомішим фіксатором, або залаштунковим владним посередником 20-го століття, він був активним на політичній арені Японії та кримінальному злочинному світі з 1930-х до 1970-х років і став надзвичайно багатим завдяки участі в різних контрабандних операціях.

## Ранній період життя

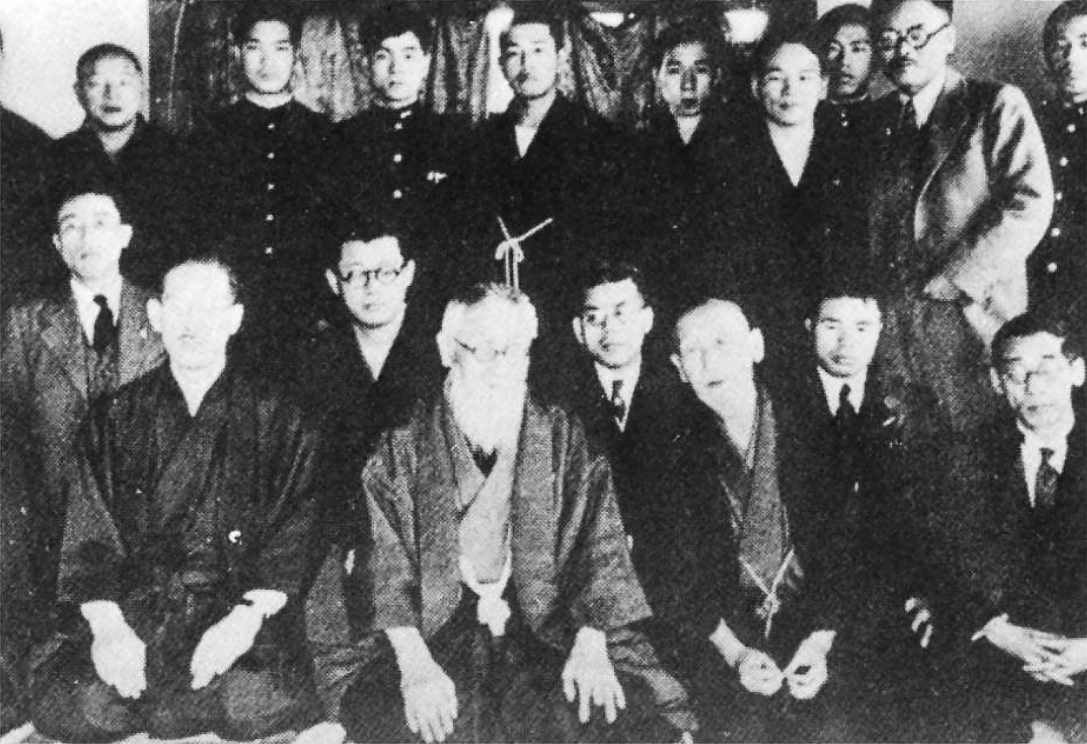
Йосіо Кодама (перший ряд, другий справа), Тояма Міцуру (у центрі), на зборах ультранаціоналістичного товариства Чорного океану (Генйоша) у 1929 році.

Йосіо Кодама народився 18 лютого 1911 року в Ніхонмацу, Фукусіма, Японська імперія, у сім'ї колишніх самураїв. Кодама Йосіо був п'ятим сином збанкрутілого бізнесмена Ніхонмацу. Через скрутні обставини в його родини в 1920 році Кодаму Йосіо відправили жити до одруженої старшої сестри яка жила в той час в Корею, яка перебувала під окупацією Японської імперії. Кодама Йосіо прожив там три роки. З ним погано поводилися, він страждав від ізоляції, та мусив займатися дитячою працею на сталеливарному заводі.

## Рання активність у японському правому русі
Йосіо Кодама підлітком повернувся до Японської імперії, після цього він приєднався до ряду правих японських націоналістичних груп. Наприкінці 1920-х він приєднався до таємного товариства Генйоша. У 1929 році він приєднався до «Суспільства національного фонду» (яп. 建国会) яке було створено японським політичним діячем Акао Сатосі. У 1929 році під час воєнного параду він намагався передати імператору Японської імперії Хірохіто власноруч написаний заклик про підвищення патріотизму. Однак він був перехоплений силами безпеки та заарештований за роль у «Прямому зверненні до інциденту з імператором» (天皇直訴事件). Йосіо Кодама був ув'язнений на пів року. За цей час у в'язниці він написав свою першу книгу — буквар для фанатичних японських націоналістів. Після звільнення з в'язниці Йосіо Кодама приєднався до Радикальної патріотичної партії Тацуо Цукуя (急進愛国党). Тояма Міцуру відправив його до Маньчжурії, де він брав участь у придушенні антияпонського опору під керівництвом начальника японської військової розвідки в регіоні полковника Кендзі Дойхара. Через кілька місяців Йосіо Кодама повернувся до Японської імперії. У 1931 році Йосіо Кодама знову був ув'язнений за роль у «Справі про розповсюдження памфлетів про дієти» (国会ビラ撒き事件), та був звільнений з ув'язнення у 1932 році.
У 1933 році Йосіо Кодама створив власну ультранаціоналістичну групу під назвою Незалежне молодіжне товариство (独立青年社), яка планувала вбити різних японських політиків. Його основним видом діяльності був експорт опіуму з Японської імперії до Кореї та Маньчжурії, щоб зламати опір місцевого населення проти японського панування. Його група у співпраці з групою «Товариство небесних дій» (天 行 会) була відповідальна за вбивство трьох японських політиків, які виступали за мирне співіснування Японської імперії, Кореї та Китаю. У 1934 році Йосіо Кодама брав участь у плануванні замаху на прем'єр-міністра Японської імперії Сайто Макото. Змову Йосіо Кодама було розкрито, нападу запобігла японська поліція, а Йосіо Кодама був заарештований. Йосіо Кодама відбув три з половиною роки позбавлення волі. Він був звільнений з в'язниці Фучу за ініціативою Дойхари, який на той час отримав звання генерал-майора, незадовго до початку Другої китайсько-японської війни у квітні 1937 року.

## Діяльність під час другої японо-китайської війни, та війни на Тихому океані.

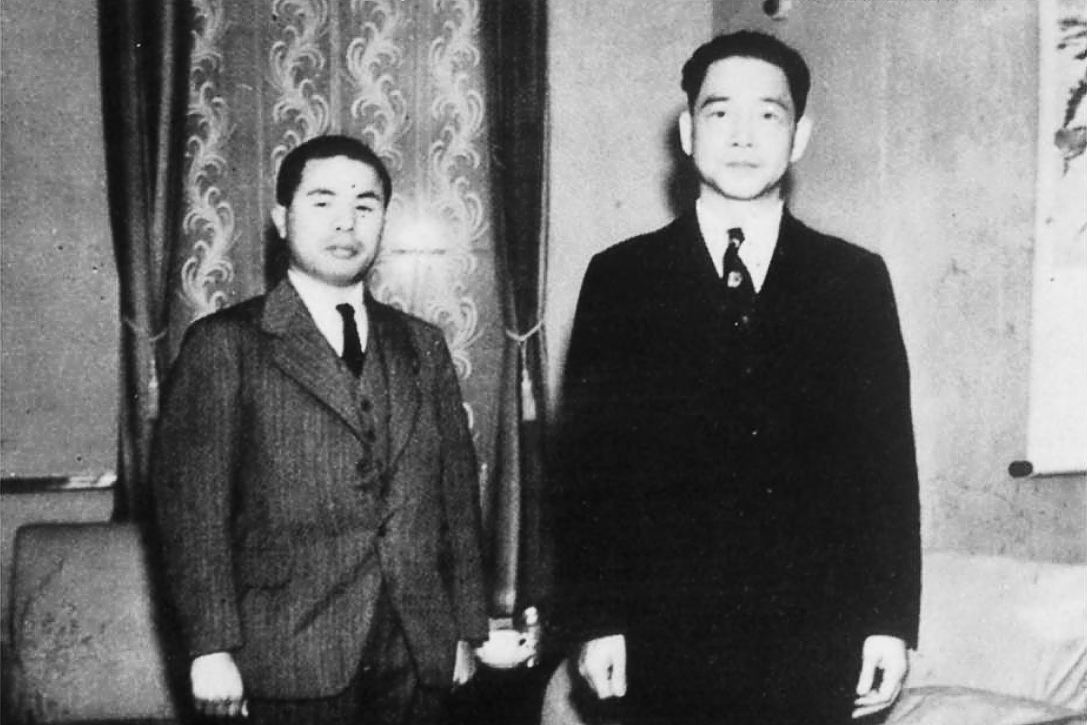
Йосіо Кодама — охоронець китайського колаборанта Ван Цзінвея (1939)

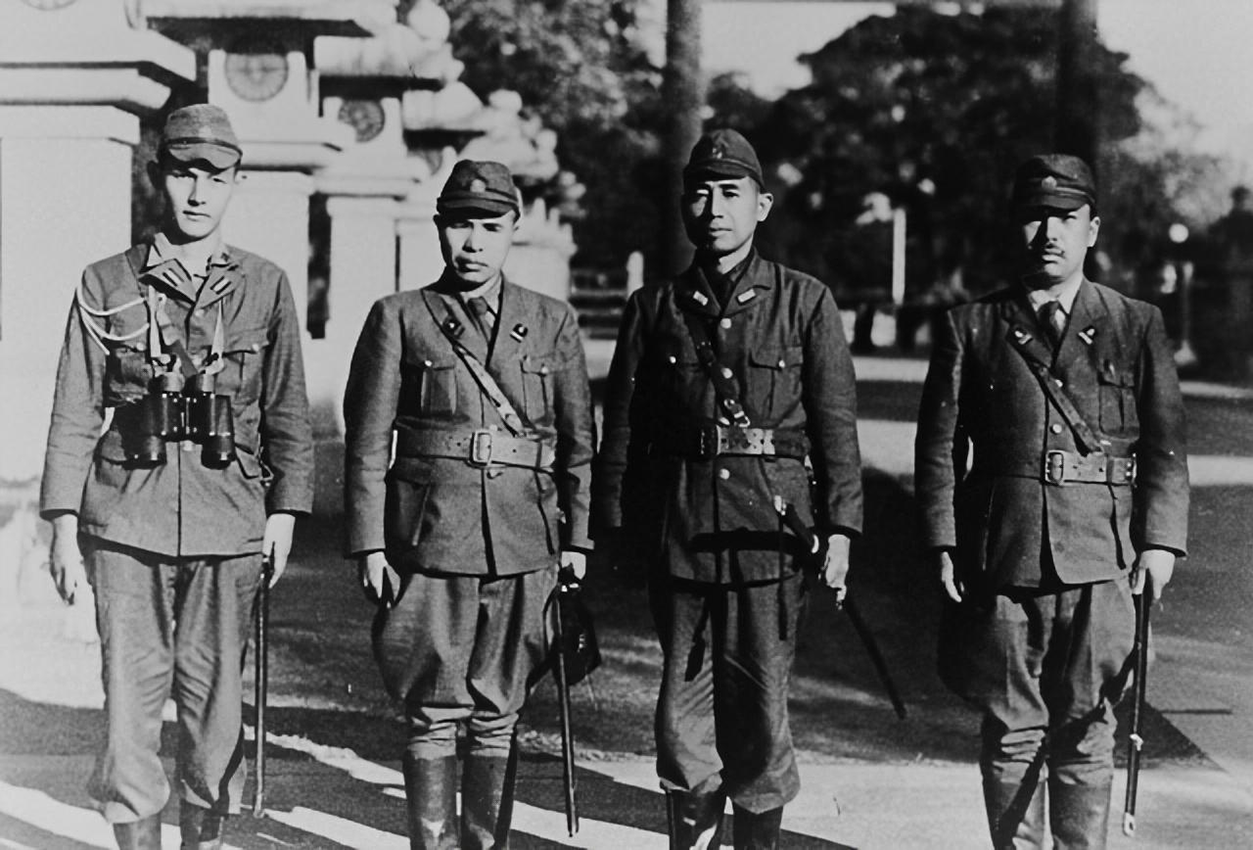
Зліва— заступник Тіканорі Модзі, Йосіо Кодама та віцеадмірал Такідзіро Онісі. У лютому 1945 року в храмі Тайнань на острові Тайвань.

У 1937 році почалася Друга японо-китайська війна, приводом до якої стало зіткнення між японськими та китайськими військами під час інциденту на мосту Марко Поло, що призвело до повномасштабного військового вторгнення японських військ до внутрішнього Китаю. Після завоювання (окупації) Шанхаю японськими військами, Йосіо Кодама був викликаний туди своїм старим наставником Дойхара. Серед іншого, Йосіо Кодама служив у 1939 році охоронцем китайського колабораціоніста Ван Цзінвея. Під час своєї роботи, Йосіо Кодама познайомився з віцеадміралом, а пізніше засновником підрозділів Камікадзе Такідзіро Онісі, з яким він побудував добрі дружні стосунки. 
З 1939 по 1941 рік Йосіо Кодама подорожував Китаєм як японський шпигун і створив мережу, яка включала різні тріади, які співпрацювали з японськими окупаційними силами. Як і інші агенти японської секретної служби, Йосіо Кодама заснував власну «Кодама Організацію», яка завдяки його стосункам з японським адміралом Онісі мала ексклюзивний контракт як агент із закупівель у Китаї для авіаційних сил імператорського флоту Японської імперії. 
Йосіо Кодама маючи ці ресурси, зміг використати те, що він описав як «саможертовну молодь», щоб зайнятися великомасштабним пограбуванням у Маньчжурії та Китаї та з великим прибутком продавав вкрадене в Японській імперії. Йосіо Кодама публічно вважав цю діяльність суто ідеалістичною та патріотичною. До 1945 Йосіо Кодама став одним із найбагатших людей Азії з активами, еквівалентними 175 мільйонам доларів США. 
Ближче до кінця війни на Тихом океані Йосіо Кодама отримав звання контрадмірала імператорського флоту Японської імперії.

## Післявоєнне ув'язнення у в'язниці Суґамо

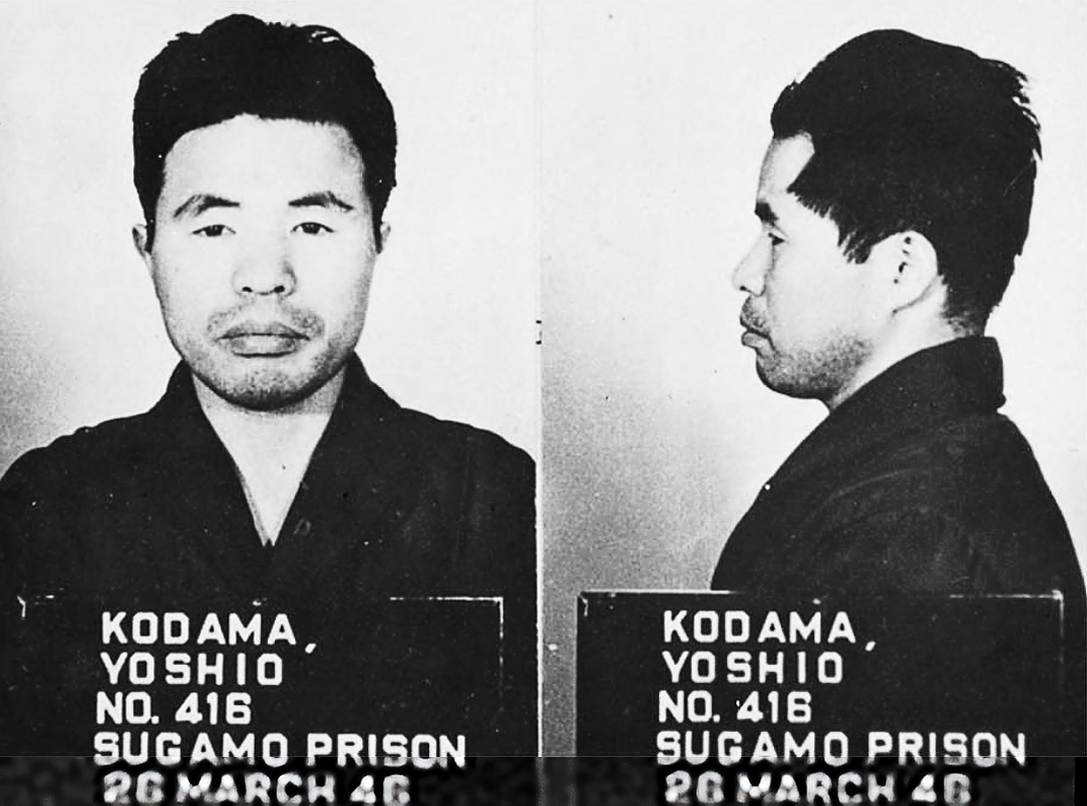
Фотограф Йосіо Кодами з часів його перебування у в'язниці Суґамо

Наприкінці Другої світової війни поразка Японської імперії, стала для Йосіо Кодами спочатку величезною невдачею. Проте незабаром після оголошення про беззастережну капітуляцію Японії 15 серпня 1945 року він став свідком ритуального самогубства адмірала Онісі, але згодом він сам не зміг змусити себе здійснити сеппуку. Трохи пізніше Йосіо Кодама виступив радником японського тимчасового уряду, на чолі якого став принц Нарухіко Хігасікуні. Оскільки Йосіо Кодама боявся конфіскації свого майна окупаційною владою США, він передав його частину вождю якудза Кароку Цудзі. Інші його володіння зберігалися на території імператорського палацу в Токіо. 
У березні 1946 року Йосіо Кодама був заарештований Сполученими Штатами як підозрюваний військовий злочинець класу А. Його тримали у в'язниці Суґамо з Рьоїті Сасакавою, де між ними зав'язалася довга дружба. Йосіо Кодама також встановив тісні стосунки з іншим підозрюваним у військових злочинцях класу А (і майбутнім прем'єр-міністром Японії) Нобусуке Кіші. Оскільки у нього було багато часу, Йосіо Кодама зумів бути в курсі поточних подій і далекосяжних політичних змін у Східній Азії в усіх доступних щоденних газетах. Йосіо Кодама усвідомив, що нові демократичні сили в Японії слабкі, зауваживши, що «серед усіх цих швидких змін є одна річ, яка відстає. Це парламентська влада». Перебуваючи у в'язниці, Йосіо Кодама написав «Щоденник Суґамо» (хроніка свого досвіду у в'язниці) і «Я був переможений» (автобіографічний твір).
Як і багато інших ймовірних японських військових злочинців, Йосіо Кодама був завербований американською G-2 (розвідка) під керівництвом Чарльза А. Віллоубі під час ув'язнення.  У 1948 році розвідувальна спільнота США змогла зняти всі звинувачення проти нього за умови, що він підтримуватиме всю антикомуністичну діяльність підрозділу G-2 CIC в Азії.  грудня 1948 року Йосіо Кодама покинув в'язницю Суґамо як вільна людина і більше ніколи не був ув'язнений до кінця свого життя. Всього Йосіо Кодама провів у в'язницях шість з половиною років свого життя. Йосіо Кодама, бувши японським правим ультранаціоналістом, з завзяттям виконав свою частину угоди, використовуючи своє становище і мережу контактів, щоб заспокоїти трудові суперечки, викорінити комуністичних симпатиків та іншим чином боротися з соціалістичною діяльністю в Японії. У 1949 році ЦРУ заплатило йому за контрабанду партії вольфраму з Китаю. Вантаж так і не надійшов, але Йосіо Кодама залишив свої гроші.

## Політичний фіксатор

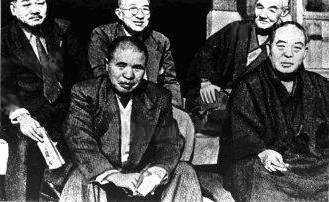
Йосіо Кодама в січні 1953 року під час візиту консервативних політиків Хатояма Ітіро та Букіті Мікі до його маєтку в Токіо. Через рік Хатояма став прем'єр-міністром Японії. Фотографія була опублікована в 1953 році в Майніті Сімбун.

У 1955 році Кіші Нобусуке, який був знайомий з часів ув'язнення з Йосіо Кодамою, Кіші Нобусуке, за прихованої підтримки ЦРУ спровокував формування консервативної Ліберально-демократичної партії (ЛДП) шляхом злиття Ліберальної партії та Демократичної партії. Лідер нової партії та прем'єр-міністр Японії Ітіро Хатояма завдячував своїм політичним зростанням значною мірою Йосіо Кодамі.  У 1950-х і 1960-х роках ЦРУ витрачало мільйони на підтримку ЛДП, та на збір розвідданих і на те, щоб зробити Японію оплотом антикомунізму в Азії. Використовуючи свої зв'язки з ЦРУ, Йосіо Кодама служив політичним фіксатором (куромаку), який таємно направляв кошти консерваторам.
У ролі фіксатора, до Йосіо Кодами звертались консервативні політики, якщо у них виникали проблеми. Прикладом цього був запланований у 1960 р. державний візит президента США Дуайта Д. Ейзенхауера у зв'язку з переглядом американо-японського договору про безпеку (японською відомого як Anpo), який мав на меті зміцнити американо-японський союз. Намагаючись запобігти ратифікації договору та запобігти візиту Ейзенхауера, коаліція лівих опозиційних груп і громадських організацій провела масові протести Анпо 1960 року. Оскільки протести різко загострилися в червні 1960 року, тогочасний прем'єр-міністр Японії Нобусуке Кіші попросив свого старого друга Йосіо Кодаму організувати правих головорізів і якудза як приватну поліцію, щоб охороняти вулиці для візиту Президента США Ейзенхауера. Йосіо Кодама зобов'язався, використовуючи свої зв'язки з правим крилом, підготувати «План вітання Айка в Японії з мобілізації», який, за його словами, зможе вивести на вулиці майже 150 000 молодих правих, щоб «захистити» президента Ейзенхауера від лівих протестувальників. Детальний план Кодами обіцяв мобілізувати рівно 146 879 осіб, тоді як Національне поліційне агентство Японії пізніше підрахувало, що він реально міг мобілізувати не більше 120 506 осіб. В результаті близько 28 000 учасників якудза з різних банд організували службу безпеки самостійно та у співпраці з поліцією. Праві групи також влаштували контрпротести на користь Договору. Однак через жорстокий інцидент 15 червня, в якому була вбита студентка університету Мітіко Канба, Кіші був змушений скасувати візит Президента США Ейзенхауера, і можливості Йосіо Кодами не знадобилася.
У відповідь на протести Анпо, Йосіо Кодама та інші лідери правого крила заснували Все японську All-Japanese Conference of Patriotic Associations (яп. 全日本愛国者団体会議), праві групи та групи якудза. Дзен'ай Кайгі проводив різноманітні контрпротестні заходи на підтримку консервативного уряду прем'єр-міністра Японії Нобусуке Кіші, і до кінця акцій, протести зросли до більш ніж 100 організацій. Таким чином, протести Анпо 1960 року допомогли зміцнити взаємозв'язки між правими націоналістами, учасниками якудза та консервативними політичними інтересами, де Йосіо Кодама грав головну роль.
У квітні 1961 року Йосіо Кодама сформував власну підфракцію в Zen'ai Kaigi під назвою Seinen Shiso Kenkyukai (Товариство вивчення молодіжної ідеології), яка представляла тверде ядро в рамках головної організації, головним чином якудза.  Наприкінці 1960-х років Шисо Кенкюкай відколовся від Дзен'ай Кайгі. Його члени пройшли військовий вишкіл і використовувалися для залякування непопулярних (нелояльних) журналістів і авторів книг.  Однією з жертв цієї організації був журналіст Hisatomo Takemori (яп. 久友竹森), чия книга під назвою «Чорні гроші» не була опублікована після численних погроз.
Йосіо Кодама зміг примножити свій статок до середини 1970-х років.  Він володів акціями в імперії нічного клубу Хісаюкі Матіі Ginza, судноплавною компанією, бейсбольною командою, кіностудією та кількома спортивними журналами.

## Локгідський скандал і останні роки життя

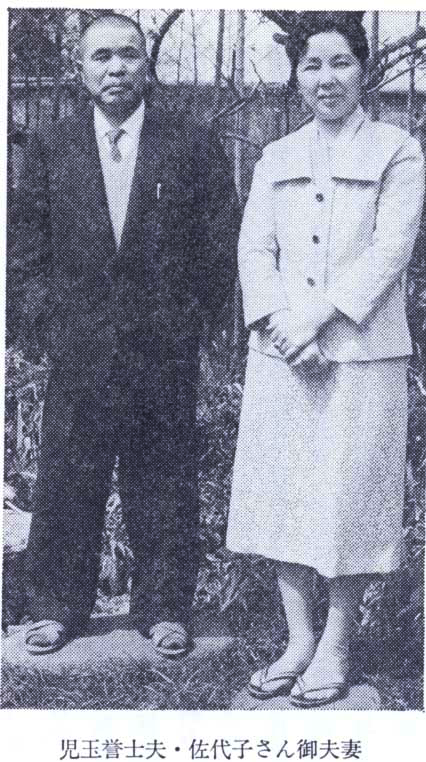
Йосіо Кодама зі своєю другою дружиною Сайоко

У 1970-х роках стало відомо, що Йосіо Кодама зіграв певну роль у скандалі з хабарництвом Lockheed L-1011, який фактично завершив його кар'єру правого фіксатора.
Після скандалу з Lockheed розчарований ультранаціоналістичний актор романського порнофільму Міцуясу Маено спробував вбити Кодаму, він перелетівши на літаку камікадзе Piper PA-28 Cherokee зі свого особняку в Тодорокі у районі Сетагая. Спроба вбивства не вдалася. Маено вдарився у другий поверх особняка Йосіо Кодами і загинув в авіакатастрофі, але Йосіо Кодама залишився неушкодженим в іншій кімнаті. На той момент він відновлював здоров'я після інсульту.
У червні 1977 року проти Йосіо Кодами було висунуто звинувачення в ухиленні від сплати податків, пов'язаних зі скандалом, але суд так і не був завершений до його смерті. Йосіо Кодама помер уві сні від інсульту в Токіо 17 січня 1984 року.

## Особисте життя
Йосіо Кодама був одружений двічі. Короткий шлюб у 1935 році закінчився розлученням. У 1940 році одружився вдруге з Сайоко, з якою мав сина і дочку. Сайоко загинула в автокатастрофі навесні 1958 року.

### Цитати
1. 1 2  SNAC — 2010.
2. ↑  Saxon, Wolfgang (18 січня 1984). YOSHIO KODAMA; WAS RIGHTIST. New York Times. Архів оригіналу за 9 грудня 2014. Процитовано 8 грудня 2014.
3. ↑  Weiner, Tim (9 жовтня 1994). C.I.A. Spent Millions to Support Japanese Right in 50's and 60's. The New York Times. Архів оригіналу за 6 листопада 2021.
4. 1 2 3 4  JAPAN Yoshio KODAMA Rightist Leader (PDF). Central Intelligence Agency. 2005. Архів оригіналу (PDF) за 21 вересня 2015. Процитовано 8 грудня 2014.
5. ↑  Kaplan та Dubro, 2003, с. 64.
6. 1 2  Kaplan та Dubro, 2003, с. 51.
7. 1 2 3 4  Southwell, 2009, с. 70.
8. ↑  Kodama, 1960, с. 240.
9. ↑  Herold: Die Macht der Yakuza, p. 155
10. ↑  Kodama, I Was Defeated
11. ↑  Weiner, 2007, с. 116.
12. ↑  Kodama, 1960, с. 23.
13. ↑  Kaplan та Dubro, 2003, с. 66.
14. ↑  Kaplan та Dubro, 2003, с. 67.
15. 1 2  Kaplan та Dubro, 2003, с. 63.
16. 1 2 3 4 5  Kapur, 2018, с. 250.
17. ↑  Kodama, 1960, с. 158.
18. ↑  Kaplan та Dubro, 2003, с. 50.
19. 1 2  Kaplan та Dubro, 2003.
20. 1 2  Frances, Catherine. Big in Japan: Yoshio Kodama. Metropolis. Архів оригіналу за 13 квітня 2014. Процитовано 8 грудня 2014.
21. ↑  Kapur, 2018, с. 10.
22. 1 2  Weiner, Tim (9 жовтня 1994). C.I.A. Spent Millions to Support Japanese Right in 50's and 60's. The New York Times. Архів оригіналу за 6 листопада 2021.
23. ↑  Kapur, 2018, с. 17—19.
24. ↑  Kapur, 2018, с. 306n67.
25. ↑  Kawamura: Yakuza, pp. 32, 119
26. ↑  Kapur, 2018, с. 248.
27. ↑  Kapur, 2018, с. 31—33, 250.
28. ↑  Kaplan та Dubro, 2003, с. 87.
29. 1 2  Kapur, 2018, с. 249.
30. ↑  Kaplan та Dubro, 2003, с. 88—89.
31. ↑  Kaplan та Dubro, 2003, с. 79.
32. 1 2 3  Saxon, Wolfgang (18 січня 1984). YOSHIO KODAMA; WAS RIGHTIST. New York Times. Архів оригіналу за 9 грудня 2014. Процитовано 8 грудня 2014.
33. ↑  Kaplan та Dubro, 2003, с. 85, 93.
34. 1 2  Japan rewind: 40 years since the porn star's kamikaze attack in Tokyo. Tokyo Reporter. 10 червня 2016. Архів оригіналу за 23 березня 2021.
35. ↑  'Banzai!' Porno Actor In Kamikaze Attack On Japanese Right-Winger. Kingsport Times-News. Kingsport, Tennessee: Sandusky Newspapers. Associated Press. 24 березня 1976. с. 2–A.
36. ↑  Japan Lodges Tax Charges Against Lockheed Agent. New York Times. 14 березня 1976. Архів оригіналу за 27 грудня 2021. Процитовано 27 грудня 2021.
37. ↑  萩原吉太郎 交遊抄（2）. ぴゅあ☆ぴゅあ1949. 22 лютого 2012. Архів оригіналу за 14 листопада 2021.
38. ↑  『一財界人、書き留め置き候 - 萩原吉太郎』("A business person, a note-taking note-Kichitaro Hagiwara"). Kodansha（講談社). 1980. Архів оригіналу за 14 листопада 2021. Процитовано 12 травня 2022.

### Цитовані
- Kaplan, David E.; Dubro, Alec (2003). Yakuza: Japan's Criminal Underworld. University of California Press. ISBN 978-0520274907.
- Kapur, Nick (2018). Japan at the Crossroads: Conflict and Compromise after Anpo. Cambridge, Massachusetts: Harvard University Press. ISBN 9780674988484. Архів оригіналу за 16 грудня 2020. Процитовано 12 травня 2022.
- Kodama, Yoshio (1960). Sugamo Diary. Tokyo.
- Southwell, David (2009). The History of Organized Crime. London: Carlton Books. ISBN 978-1847323194.
- Weiner, Tim (2007). Legacy of Ashes: The History of the CIA. Doubleday. ISBN 978-0385514453.